# Waldemar Starosta (biskup)
Waldemar Edward Starosta (ur. 31 maja 1955 w Ostródzie, zm. 9 października 2019 w Gdyni) – polski duchowny nowoapostolski, biskup i prezydent (zwierzchnik) Kościoła Nowoapostolskiego w Polsce.

## Życiorys
Był synem Edwarda i Brygidy. W 1975 roku został ordynowany na urząd poddiakona. W 1980 został kapłanem, a w 1981 ewangelistą i krótko później objął urząd ewangelisty okręgowego. W 1989 został ordynowany na biskupa przez Głównego Apostoła Richarda Fehra. W latach 1989–2019 jako biskup pełnił funkcję zwierzchnika Kościoła Nowoapostolskiego w Polsce. Pracował między innymi na rzecz powstania Ustawy o stosunku Państwa do Kościoła Nowoapostolskiego w Polsce. 
Zmarł 9 października 2019 roku. List kondolencyjny po śmierci biskupa Waldemara Starosty do władz Kościoła Nowoapostolskiego w Polsce wystosował premier RP Mateusz Morawiecki.